# Robert Borowiec
Robert Borowiec (ur. 14 czerwca 1983) – polski piłkarz ręczny, występujący na pozycji obrotowego.

## Życiorys
Jest wychowankiem SMS Zabrze. W latach 2002–2004 występował w Virecie Zawiercie. Następnie przeszedł do MOSiR Zabrze. W barwach tego klubu zadebiutował w ekstraklasie 11 września w przegranym 22:32 spotkaniu z Miedzią Legnica. Ogółem w sezonie 2004/2005 wystąpił w 28 meczach ekstraklasy, w których zdobył 16 bramek. W 2005 roku spadł wraz z klubem z ekstraklasy. W zabrzańskim klubie występował do 2009 roku. Następnie został zawodnikiem Grunwaldu Ruda Śląska. W 2010 roku awansował z Grunwaldem do I ligi. W sezonie 2011/2012 występował w Virecie Zawiercie, następnie był zawodnikiem Zagłębia Sosnowiec.